# Ponti sospesi per lunghezza della campata principale
I ponti sospesi più lunghi del mondo sono qui ordinati secondo la lunghezza della campata principale, il più comune metodo con cui si confrontano le dimensioni dei ponti sospesi, che raggiungono le dimensioni maggiori rispetto a ponti costruiti secondo altri tipi di costruzione.

## Ponti sospesi completati
La lista elenca solo ponti sospesi completati che sono attraversate da traffico veicolare e/o ferroviario.
Nota: Cliccando su ogni posizione in classifica si viene indirizzati al sito web ufficiale. Le posizioni segnalate con un asterisco rosso (*) non hanno un sito ufficiale e indirizzano verso una specifica nota.
| Immagine | Posizione | Nome                                         | Luogo                                                | Campata principale [m] | Anno di apertura | Note |  |
| -------- | --------- | -------------------------------------------- | ---------------------------------------------------- | ---------------------- | ---------------- | --- |  |
|          | 1         | Ponte dei Dardanelli                         | Gallipoli, Turchia                                   | 2 023                  | 2022             | [ 1 ] [ 2 ] [ 3 ] |  |
|          | 2         | Ponte di Akashi Kaikyō                       | Kōbe-Awaji, Giappone                                 | 1 991                  | 1998             | [ 4 ] |  |
|          | 3         | Ponte di Yangsigang                          | Wuhan, Cina                                          | 1 700                  | 2019             | [ 5 ] |  |
|          | 4         | Ponte di Nansha (est)                        | Dongguan, Cina                                       | 1 688                  | 2019             | [ 6 ] |  |
|          | 5         | Xihoumen Bridge                              | Arcipelago di Zhoushan, Cina                         | 1 650                  | 2009             | * |  |
|          | 6         | Storebæltsbroen                              | Halsskov-Sprogø, Danimarca                           | 1 624                  | 1998             | [ 8 ] |  |
|          | 7         | Ponte Osman Gazi                             | Yalova - Gebze, Turchia                              | 1 550                  | 2016             | [ 9 ] |  |
|          | 8         | Ponte Yi Sun-sin                             | Yeosu, Corea del Sud                                 | 1 545                  | 2012             | [ 10 ] |  |
|          | 9         | Ponte Runyang                                | Fiume Azzurro, Cina                                  | 1 490                  | 2005             | [ 11 ] |  |
|          | 10        | Secondo ponte Dongtinghu                     | Yueyang, Cina                                        | 1 480                  | 2018             | |  |
|          | 11        | Quarto ponte di Nanchino                     | Nanchino, Cina                                       | 1 418                  | 2012             | [ 12 ] |  |
|          | 12        | Humber Bridge                                | Barton-upon-Humber - Kingston upon Hull, Regno Unito | 1 410                  | 1981             | [ 13 ] |  |
|          | 13        | Terzo ponte sul Bosforo                      | Bosforo, Turchia                                     | 1 408                  | 2016             | ponte di tipo misto (strallato e sospeso) progettato per il traffico stradale e ferroviario. Attualmente è in esercizio solo la strada. |  |
|          | 14        | Jiangyin Suspension Bridge                   | Fiume Azzurro, Cina                                  | 1 385                  | 1999             | * |  |
|          | 15        | Tsing Ma Bridge                              | Tsing Yi-Ma Wan, Hong Kong                           | 1 377                  | 1997             | , ponte stradale e ferroviario. Attualmente è il più lungo ponte ferroviario del mondo (con treni metropolitani leggeri).               |  |
|          | 16        | Ponte di Hardanger                           | Ullensvang - Ulvik, Norvegia                         | 1 310                  | 2013             | [ 16 ] |  |
|          | 17        | Ponte di Verrazzano                          | New York City (Brooklyn–Staten Island), USA          | 1 298                  | 1964             | [ 17 ] |  |
|          | 18        | Golden Gate Bridge                           | San Francisco-Contea di Marin, CA, USA               | 1 280                  | 1937             | [ 18 ] |  |
|          | 19        | Ponte Yangluo                                | Fiume Azzurro, Cina                                  | 1 280                  | 2007             | * |  |
|          | 20        | Ponte di Höga Kusten                         | Fiume Ångermanälven, Svezia                          | 1 210                  | 1997             | [ 20 ] |  |
|          | 21        | Ponte di Nansha (ovest)                      | Dongguan, Cina                                       | 1 200                  | 2019             | [ 6 ] |  |
|          | 22        | Ponte dell'Armata Rossa sul fiume Chishuihe  | tra il Guizhou e il Sichuan                          | 1 200                  | 2019             | [ 21 ] |  |
|          | 23        | Ponte di Longjiang                           | Baoshan, Cina                                        | 1 196                  | 2016             | [ 22 ] |  |
|          | 24        | Ponte Aizhai                                 | Jishou, Cina                                         | 1 176                  | 2012             | [ 23 ] |  |
|          | 25        | Mackinac Bridge                              | Mackinaw City - St. Ignace, MI USA                   | 1 158                  | 1957             | [ 24 ] |  |
|          | 26        | Ponte di Ulsan                               | Ulsan, Corea del Sud                                 | 1 150                  | 2015             | [ 25 ] |  |
|          | 27        | Ponte di Hålogaland                          | Narvik, Norvegia                                     | 1 145                  | 2018             | [ 26 ] |  |
|          | 28        | Ponte sul Qingshui                           | Guizhou, Cina                                        | 1 130                  | 2015             | [ 27 ] |  |
|          | 29        | Ponte di Braila                              | Brăila, Romania                                      | 1 120                  | 2023             | [ 28 ] |  |
|          | 30        | Huangpu Bridge                               | Canton, Cina                                         | 1 108                  | 2008             | [ 29 ] |  |
|          | 31        | Minami Bisan-Seto Bridge (Great Seto Bridge) | Strada Kojima-Sakaide, Giappone                      | 1 100                  | 1989             | ponte stradale e ferroviario |  |
|          | 32        | Xingkang Bridge                              | Contea di Luding, Sichuan, Cina                      | 1 100                  | 2018             | [ 31 ] [ 32 ] |  |
|          | 33        | Secondo ponte sul Bosforo                    | Istanbul, Turchia                                    | 1 090                  | 1988             | * |  |
|          | 34        | Primo ponte sul Bosforo                      | Istanbul, Turchia                                    | 1 074                  | 1973             | * |  |
|          | 35        | Ponte George Washington                      | Fort Lee, NJ - New York City NY (Manhattan), USA     | 1 067                  | 1931             | [ 35 ] |  |
|          | 36        | Terzo ponte Kurushima-Kaikyo                 | Strada Onomichi-Imabari, Giappone                    | 1 030                  | 1999             | [ 36 ] |  |
|          | 37        | Secondo ponte Kurushima-Kaikyo               | Strada Onomichi-Imabari, Giappone                    | 1 020                  | 1999             | [ 36 ] |  |
|          | 38        | Ponte 25 de Abril (Ponte sul fiume Tago)     | Lisbona, Portogallo                                  | 1 013                  | 1966             | *, irrigidito nel 1998 per consentire il transito ferroviario                                                                           |  |
|          | 39        | Forth Road Bridge                            | Firth of Forth, Scozia, Regno Unito                  | 1 006                  | 1964             | [ 38 ] |  |
|          | 40        | Kita Bisan-Seto Bridge (Great Seto Bridge)   | Strada Kojima-Sakaide, Giappone                      | 990                    | 1988             | [ 39 ] |  |
|          | 41        | Severn Bridge                                | Severn, Inghilterra/Galles, Regno Unito              | 988                    | 1966             | [ 40 ] |  |
|          | 42        | Yichang Bridge                               | Yichang (Fiume Azzurro), Cina                        | 960                    | 2001             | * |  |
|          | 43        | Shimotsui-Seto Bridge (Great Seto Bridge)    | Strada Kojima-Sakaide, Giappone                      | 940                    | 1988             | [ 42 ] |  |